# Velebitski kanal
Velebitski kanal je tjesnac u Jadranskom moru duljine oko 90 km.
Na sjeveru se nastavlja na Vinodolski kanal između obale kopna od uvale Žrnovnica, dalje se proteže uzduž hrvatskog kopna s istočne strane, te otoka Krka (od rta Glavina), Prvića, Golog, Raba i Paga sa zapadne strane i dalje do ulaza u Novsko ždrilo (ulaz u Novigradsko more) s južne strane.
Ima lošu reputaciju jer je bura vrlo jaka i nepredvidljiva, posebno je opasan jer ne postoji sigurno mjesto za zaklon. Reputacija Velebitskog kanala dolazi uglavnom od zimskih oluja, tijekom kojih sila bure redovito doseže jačinu 12 Bft. Snažna bura stvara posolicu na paškoj obali. Ovi uvjeti ne pojavljuju se u ljeto, ali se bura još uvijek može dogoditi bez upozorenja i sa snažnim udarima. Jugo također može puhati vrlo snažno na ovom kanalu. Velebitski kanal ima najjaču buru na Jadranu, ali i najslabije jugo. Vrlo često se događa da u jugoistočnom dijelu Velebitskog kanala bude bonaca dok ostali dijelovi Jadrana imaju umjereno pa i jako jugo. To valja zahvaliti Ravnim kotarima koji efektno štite kanal od juga. Maestral je također relativno slab.
Pag, Rab i jugoistočni dio Krka su otoci koji graniče s Velebitskim kanalom, te otok Vir u neposrednoj blizini. Između tih otoka, vjetar može biti gotovo jednako jak kao u samom kanalu. Obale ovih otoka, izložene sjeveroistoku, su stjenovite, bez vegetacije. Snaga i turbulencije od bure postupno se smanjuju kako ona odmiče od Velebitskog kanala.

## Naselja uz Velebitski kanal
Veća naselja uz kanal su: Barić Draga, Baška, Cesarica, Karlobag, Lukovo, Lukovo Šugarje, Jablanac, Klenovica (južni dio), Prizna, Ražanac, Rovanjska, Seline, Senj, Starigrad-Paklenica, Starigrad (Senj), Sveti Juraj, Tribanj, Vinjerac.

## Vanjske poveznice
|  | Zajednički poslužitelj ima još gradiva o temi Velebitski kanal |